# 556
556（五百五十六、五五六、ごひゃくごじゅうろく）は自然数、また整数において、555の次で557の前の数である。

## 性質
- 556は合成数であり、約数は 1, 2, 4, 139, 278, 556 である。
  - 約数の和は980。
- 4つの連続する素数の和で表せる32番目の数である。1つ前は534、次は576。
556 = 131 + 137 + 139 + 149
- 各位の和が16になる29番目の数である。1つ前は547、次は565。
- 各位の立方和が466になる最小の数である。次は565。(オンライン整数列大辞典の数列 A055012)
  - 各位の立方和が n になる最小の数である。1つ前の465は1222266、次の467は1556。(オンライン整数列大辞典の数列 A165370)
- 556 = 62 + 62 + 222 = 62 + 142 + 182
  - 3つの平方数の和2通りで表せる129番目の数である。1つ前は555、次は562。(オンライン整数列大辞典の数列 A025322)
  - 556 = 62 + 142 + 182
    - 異なる3つの平方数の和1通りで表せる129番目の数である。1つ前は548、次は560。(オンライン整数列大辞典の数列 A025339)

## その他 556 に関連すること
- 西暦556年。
- ヴォルフガング・アマデウス・モーツァルトが作曲したカノン「支度をせよ (K.556)」。
- 潤滑剤のKURE 5-56。
- 日本の漫画・アニメ作品『ケロロ軍曹』の登場人物宇宙探偵556（コゴロー）。